# Zwischenzeit (Arbeitsstudium)
Die Zwischenzeit setzt sich im Arbeitsstudium aus Transportzeit, Liegezeit, Lagerungszeit und Unterbrechungszeit zusammen.

## Allgemeines
Die REFA-Methodenlehre kennt viele Zeitbegriffe, zu denen unter anderem auch die Vorgabezeit (oder Hauptzeit, Tätigkeitszeit) und Zwischenzeit gehören; aus Vorgabe- und Zwischenzeit zusammen ergibt sich die Grundzeit. Die Vorgabezeit entsteht dadurch, dass zur Grundzeit und der Erholungszeit die Verteilzeit (sachlich und persönlich bedingte) hinzugerechnet wird.
Die Zwischenzeit nach REFA setzt sich zusammen aus der Summe derjenigen Sollzeiten, währenddessen die Durchführung einer Aufgabe planmäßig unterbrochen ist. Die REFA hat die bisherige Definition, wonach die Zwischenzeit die Zeitspanne aller Ablaufabschnitte und Zeiten zwischen den Arbeitssystemen umfasst, fallen gelassen. Deshalb ist die Wartezeit nicht mehr Bestandteil der Zwischenzeit.

## Berechnung
Zusammen mit der Durchführungszeit {\displaystyle Df_{z}} (bestehend aus der Bearbeitungs-, Rüstzeit) und der Übergangszeit {\displaystyle U_{z}} (bestehend aus Liege- und Transportzeiten) ergibt die Zwischenzeit {\displaystyle Z_{z}} die Durchlaufzeit {\displaystyle DLZ}:
{\displaystyle Df_{z}+U_{z}+Z_{z}=DLZ}.
Die Zwischenzeit {\displaystyle t_{SA}} errechnet sich wie folgt:
{\displaystyle Z_{z}=\sum {t_{SA}}},
{\displaystyle Z_{z}=t_{ds}(DF-1)},
wobei {\displaystyle DF} der Durchlauffaktor ist.
Die Zwischenzeit bezieht sich also auf im Arbeitsablauf vorgesehene Unterbrechungen. Sie beinhaltet die Liegezeit nach dem Ende des letzten Arbeitsvorgangs, die Transportzeit und auch die Liegezeit am Ziel-Arbeitssystem bis zum Beginn des nächsten Arbeitsvorgangs.